# Rbb24
rbb24 (bis 31. August 2018 rbb AKTUELL) ist zum einen eine tägliche Nachrichtensendung im rbb Fernsehen mit aktuellen regionalen Berichten und Meldungen aus den Bundesländern Berlin und Brandenburg. Die Sendung dient als Ergänzung zu den täglich um 19:30 Uhr ausgestrahlten Ländermagazinen rbb24 Abendschau (für Berlin) und rbb24 Brandenburg aktuell. Die erste regelmäßige Ausgabe von rbb aktuell wurde am 29. April 2004 ausgestrahlt.
Zum anderen ist rbb24 der Name des rbb-Internetauftritts unter rbb24.de als Teil der ARD Mediathek und bietet dort ein Portal für frei abrufbare Videos, Livestreams, Nachrichten und multimediale Inhalte.

## Ausgaben
Die erste Sendung eines jeden Tages wird mittags um 13 Uhr gesendet, es folgen weitere Ausgaben am Nachmittag um 16 Uhr und um 18 Uhr. Die Sendungen sind 10, 15 bzw. 5 Minuten lang und schließen mit einem kurzen Wetterbericht ab.
Um 19:30 Uhr informieren die jeweiligen Ländermagazine, rbb24 Abendschau und rbb24 Brandenburg aktuell ausführlich über die Tagesnachrichten und Themen für Berlin bzw. Brandenburg. Beide Sendungen haben eine Länge von 30 Minuten und beinhalten jeweils zwei Nachrichtenblöcke.
Um 21:45 Uhr meldet sich die rbb24-Redaktion mit einer 30-minütigen Spätausgabe, die als rbb24 ausgestrahlt wird. Seit dem 1. September 2018 werden bereits gesendete Beiträge aus den verschiedenen Tagesabschnitten in dieser Sendung nicht wiederholt. Ein fester Bestandteil war lange Zeit der Medienmorgen, in dem zum Ende der Sendung die Schlagzeilen verschiedener Tageszeitungen für den kommenden Tag vorgestellt wurden.
Die Sendung schließt mit einem kurzen Wetterbericht ab.
Als Erstsendung der Spätausgabe von rbb24 fungierte im Berliner Stadtgebiet die SpätAbendschau, die vom rbb-Vorgänger SFB produziert wurde.

## Studios
Die rbb24-Sendungen kommen seit Ende Mai 2022 ausschließlich aus Berlin. Zuvor hatten sich die Studiohäuser in Potsdam und Berlin abgewechselt. Die Nachmittagsausgaben um 13, 16 und 17 Uhr kamen aus Potsdam, alle anderen aus Berlin.

## Moderatoren

### Moderatoren der Abendausgaben (18 und 21:45Uhr)
(Stand: August 2022)
| Moderator       | Einstieg          |
| --------------- | ----------------- |
| Raiko Thal      | 2004              |
| Andrea Vannahme | 2009              |
| Sabrina N’Diaye | 2018              |
| Dilek Üşük      | 2022 (Vertretung) |
| Ingo Bötig      | 2022 (Vertretung) |

### Moderatoren der Nachmittagsausgaben (13 und 16 Uhr)
(Stand: Juni 2025)
| Moderator       | Einstieg |
| --------------- | --- |
| Axel Walter     | 2004 |
| Ingo Bötig      | 2008 (seit 2023 nur noch Vertretung, weil die Sendung nicht mehr aus Potsdam, sondern aus Berlin kommt // Markenzeichen: beendet seine Sendungen gern mit „Da ham’ wir’s wieda.“) |
| Dilek Üşük      | 2021 |
| Sabrina N’Diaye | 2022 (Vertretung) |
| Silke Beickert  | 2022 (Vertretung) |
| Philipp Höppner | 2025 |

### Sportredakteure in der Spätausgabe am Samstag
(Stand: Sommer 2022)
| Moderator      | Einstieg |
| -------------- | -------- |
| Dietmar Teige  |          |
| Andreas Ulrich |          |
| Silke Beickert | 2017     |
| Caroline Labes | 2018     |
| Uri Zahavi     | 2021     |

### Ehemalige Moderatoren
| Moderator          | Einstieg          | Ausstieg               | Ausgaben                           |
| ------------------ | ----------------- | ---------------------- | ---------------------------------- |
| Michael Flotho     | 2004              | 2008                   | Kurzausgaben                       |
| Silke Böschen      | 2004              | 2009                   | 21:45 Uhr                          |
| Corinna Wolters    | 2004              | 2014                   | 21:45 Uhr                          |
| Mitri Sirin        | 2005              | 2014 (Wechsel zum ZDF) | 21:45 Uhr                          |
| Peter Wachsmann    | 2004              | 2020                   | 13, 16 und 17 Uhr                  |
| Dirk Jacobs        | 2015              | 2021                   | 16 und 17 Uhr                      |
| Christina Paulisch | 2004              | 2022                   | 13, 16 und 17 Uhr                  |
| Sarah Oswald       | 2017              | 2023                   | 18 und 21:45 Uhr                   |
| Eva-Maria Lemke    | 2018 (Vertretung) | 2024                   | 18 und 21:45 Uhr                   |
| Cathrin Bonhoff    | 2009              | 2025                   | 13, 16 und vertretungsweise 18 Uhr |